# NGC 5872
NGC 5872 (другие обозначения — MCG -2-39-5, NPM1G -11.0427, PGC 54169) — линзообразная галактика (S0) в созвездии Весы.
Этот объект входит в число перечисленных в оригинальной редакции «Нового общего каталога».